# Oxytropis sacciformis
Oxytropis sacciformis là một loài thực vật có hoa trong họ Đậu. Loài này được H.C.Fu miêu tả khoa học đầu tiên.